# Henryk II (książę Limburgii)
Henryk II (ur. ok. 1110/1115, zm. 19 sierpnia 1167 w Rzymie) – książę Limburgii od 1139.

## Życie
Henryk był najstarszym synem hrabiego Limburgii Walrama II i Jutty, córki hrabiego Geldrii Gerarda I. Po śmierci ojca w 1139 odziedziczył Limburgię. Musiał jednak odstąpić części ojcowizny swym młodszym braciom: Gerardowi Wassenberg, a Walramowi Arlon (odzyskany przez Henryka w 1146 po śmierci Walrama). Jednak z woli króla Niemiec Konrada III nie otrzymał posiadanego przez ojca tytułu księcia Dolnej Lotaryngii, którym został obdarzony Gotfryd VII z Louvain (syn zmarłego także w 1139 głównego rywala ojca Henryka II, Gotfryda Brodatego). Mimo to Henryk używał tytułu książęcego, otrzymał też obietnicę królewską otrzymania jako zadośćuczynienie pewnych dóbr. W 1155 ślub jego córki z Gotfrydem VIII z Louvain zakończył trwający od ponad półwiecza spór między rodami książąt Limburgii i Brabancji.
Podczas wypraw cesarza Fryderyka I Barbarossy do Italii w latach 1164–1166 w jego imieniu sprawował pieczę nad nadreńską częścią Cesarstwa. W wyprawie do Italii w 1167 towarzyszył cesarzowi. W jej trakcie zmarł w Rzymie podczas panującej tam epidemii.

## Rodzina
W 1136 Henryk poślubił Matyldę, córkę Adolfa, hrabiego Saffenbergu. Z tego małżeństwa pochodziło dwoje dzieci:
- Henryk III, następca ojca jako książę Limburgii,
- Małgorzata, żona księcia Dolnej Lotaryngii Gotfryda VIII z Louvain.

Matylda zmarła w 1145. Ok. 1150 Henryk poślubił Laurettę, córkę hrabiego Flandrii Teodoryka z Alzacji (Henryk był drugim z jej czterech mężów). To małżeństwo było bezdzietne.